# Zasady walki II – Zdrada
Zasady walki II – Zdrada (ang. The Art of War II: Betrayal) – kanadyjski film sensacyjny w reżyserii Josefa Rusnaka. Scenariusz opracowali Jason Bourque i Keith Shaw. Ogólnoświatowa premiera odbyła się 12 sierpnia 2008 roku na platformie DVD. Premiera w Polsce odbyła się 6 października 2008 roku.
Zdjęcia do filmu powstały w Langley oraz Vancouver.

## Fabuła
Agent Neil Shaw (Wesley Snipes) wyrusza na poszukiwania mordercy swojego przyjaciela i mentora. Podczas swojej przygody natrafia na wiele przeciwieństw. Z pomocą przychodzi mu przyjaciel i jednocześnie kandydat do sejmu, Garret (Lochlyn Munro). Kiedy zaczyna ginąć coraz więcej osób zamieszanych w morderstwo, Shaw zdaje sobie sprawę, że został wykorzystany jako przynęta.

## Obsada
Źródło.
- Wesley Snipes jako agent Neil Shaw
- Lochlyn Munro jako Garret
- Athena Karkanis jako Heather
- Winston Rekert jako Tim
- Ryan McDonald jako Alex
- Rachel Hayward jako Carlson
- Scott Heindl jako Graham
- Michael Ryan jako senator Phillips
- Olivia Cheng jako Geena
- Paul Bae jako Stan
- Anna Mae Routledge jako Tammy
- Eric Brecker jako Becker